# Saint-Denoual
Saint-Denoual (bret. Sant-Denwal) – miejscowość i gmina we Francji, w regionie Bretania, w departamencie Côtes-d’Armor.
Według danych na rok 1990 gminę zamieszkiwały 362 osoby, a gęstość zaludnienia wynosiła 42 osoby/km² (wśród 1269 gmin Bretanii Saint-Denoual plasuje się na 910. miejscu pod względem liczby ludności, natomiast pod względem powierzchni na miejscu 883.).